# Morolica
Morolica é uma cidade hondurenha do departamento de Choluteca.